# Philipp Etter
Pour les articles homonymes, voir Etter.
Philipp Etter, né le 21 décembre 1891 à Menzingen, mort le 23 décembre 1977 à Berne, est une personnalité politique suisse. Membre du Parti conservateur populaire, il est conseiller fédéral de 1934 à 1959.

## Biographie
Philipp Etter est né le 21 décembre 1891 à Menzingen. Il étudie à l'école cantonale de Zoug puis au couvent d'Einsiedeln. En 1917, il achève sa licence de droit à l'université de Zurich. Il est docteur ès sciences politiques et sociales, honoris causa. En 1912, il devient rédacteur en chef des Zuger Nachrichten. En 1918, il épouse Maria Hegglin (1893-1972), qui lui donnera dix enfants.

## Parcours politique
Membre du Parti conservateur populaire, il commence sa carrière politique à l'âge de 26 ans, en étant élu juge d'Instruction par le Conseil d'État zougois. En 1918, il est élu au Grand Conseil du canton de Zoug puis, en 1922, il est élu conseiller d'État et prend la responsabilité du Département de l'instruction publique et des affaires militaires. En 1930, il est élu au Conseil des États où il siégera de 1930 à 1934.
Après son retrait du Conseil fédéral, il continue de résider à Berne où il décède le 23 décembre 1977 des suites d'une brève maladie.

### Ministre de l'intérieur
Philipp Etter est élu au Conseil fédéral le 28 mars 1934 dès le premier tour avec 115 voix. Il succède à Albert Meyer à la tête du Département fédéral de l'intérieur le 1er mai 1934.

#### L'initiateur de ladéfense spirituelle
Durant la première partie de son mandat, il se consacre principalement à la défense nationale spirituelle, symbolisée par la création des fondations Pro Helvetia et Armée et Foyer, à l'impulsion donnée au cinéma suisse, à la reconnaissance du romanche comme quatrième langue nationale en votation populaire le 20 février 1938 et à l’Exposition nationale de 1939. Il est élu vice-président pour l'année 1938 et président de la Confédération pour l'année 1939.
La deuxième partie de son mandat a lieu pendant la Seconde Guerre mondiale. Il adopte face au IIIe Reich une attitude prudente et souscrit aux idées du conseiller fédéral Pilet-Golaz. En 1942, alors qu'il est président de la Confédération, il refuse de dénoncer publiquement l'extermination des juifs en Allemagne afin, selon lui, de protéger la Croix-Rouge suisse.

#### L'après-guerre
Durant la troisième partie de son mandat, il se consacre à la réorganisation économique et sociale d'après-guerre, à l'extension de l'École polytechnique fédérale, à la création du Fonds national suisse de la recherche scientifique et à l'extension du réseau des routes nationales (autoroutes). En 1954, l'Office fédéral des assurances sociales est rattaché au Département fédéral de l’intérieur. Sous la direction du conseiller fédéral, l'AVS est étendue et l'assurance-invalidité (AI) est créée. Il est président de la Confédération en 1947 et en 1953 ; en 1957 la fonction lui est également proposée, mais il la refuse en annonçant son retrait prochain. Sa longue présence au sein du Conseil fédéral, 25 ans, lui vaut d'être surnommé "Eternel".